# Osmond Brock
Sir Osmond de Beauvoir Brock (Plymouth, 5 gennaio 1869 – Winchester, 15 ottobre 1947) è stato un ammiraglio inglese.

## Carriera navale

### Gli inizi
Era il figlio maggiore del comandante Osmond de Beauvoir Brock, e di sua moglie, Lucrezia Jenkins Clark. Entrò nella Royal Navy come cadetto sulla HMS Britannia il 1 gennaio 1882. Promosso a guardiamarina il 18 agosto 1884, è stato assegnato alla corvetta HMS Carysfort, nella Flotta del Mediterraneo, alla corazzata HMS Temeraire e poi sulla fregata HMS Raleigh a Capo di Buona Speranza. Venne assegnato alla corvetta HMS Active nel novembre 1887, prima di essere promosso a sottotenente il 14 agosto 1888.
Promosso a tenente, il 14 febbraio 1889, Brock salì a bordo della corazzata HMS Trafalgar nell'aprile 1890. Dopo aver frequentato la scuola di artiglieria sul HMS Excellent, divenne ufficiale di artiglieria sulla HMS Devastation a Devonport nell'
agosto 1894. Continuò a essere un ufficiale di artiglieria sull'incrociatore HMS Cambrian nell'ottobre 1894, sulla corazzata HMS Ramillies, nel novembre 1895. Promosso a comandante il 1 gennaio 1900, divenne delegato della corazzata HMS Repulse e della corazzata HMS Renown nell'agosto 1901. Fu comandante della HMS Alacrity, nel gennaio 1903.
Promosso a capitano il 1 gennaio 1904, Brock divenne comandante della HMS Enchantress, nel maggio 1904 e poi divenne Comandante-in-capo della Flotta del Mediterraneo sulla corazzata HMS Bulwark nel maggio 1905. Continuò a essere vicedirettore del Naval Intelligence presso il Ministero della marina, nell'autunno 1906 e poi divenne comandante della seconda divisione della corazzata HMS King Edward VII, nel marzo 1909 prima di tornare all'ammiragliato come Assistant Director of Naval Mobilisation nell'agosto 1910. Successivamente divenne comandante dell'incrociatore da battaglia HMS Princess Royal, nell'agosto 1912. È stato nominato un aiutante di campo del Re il 24 ottobre 1913.

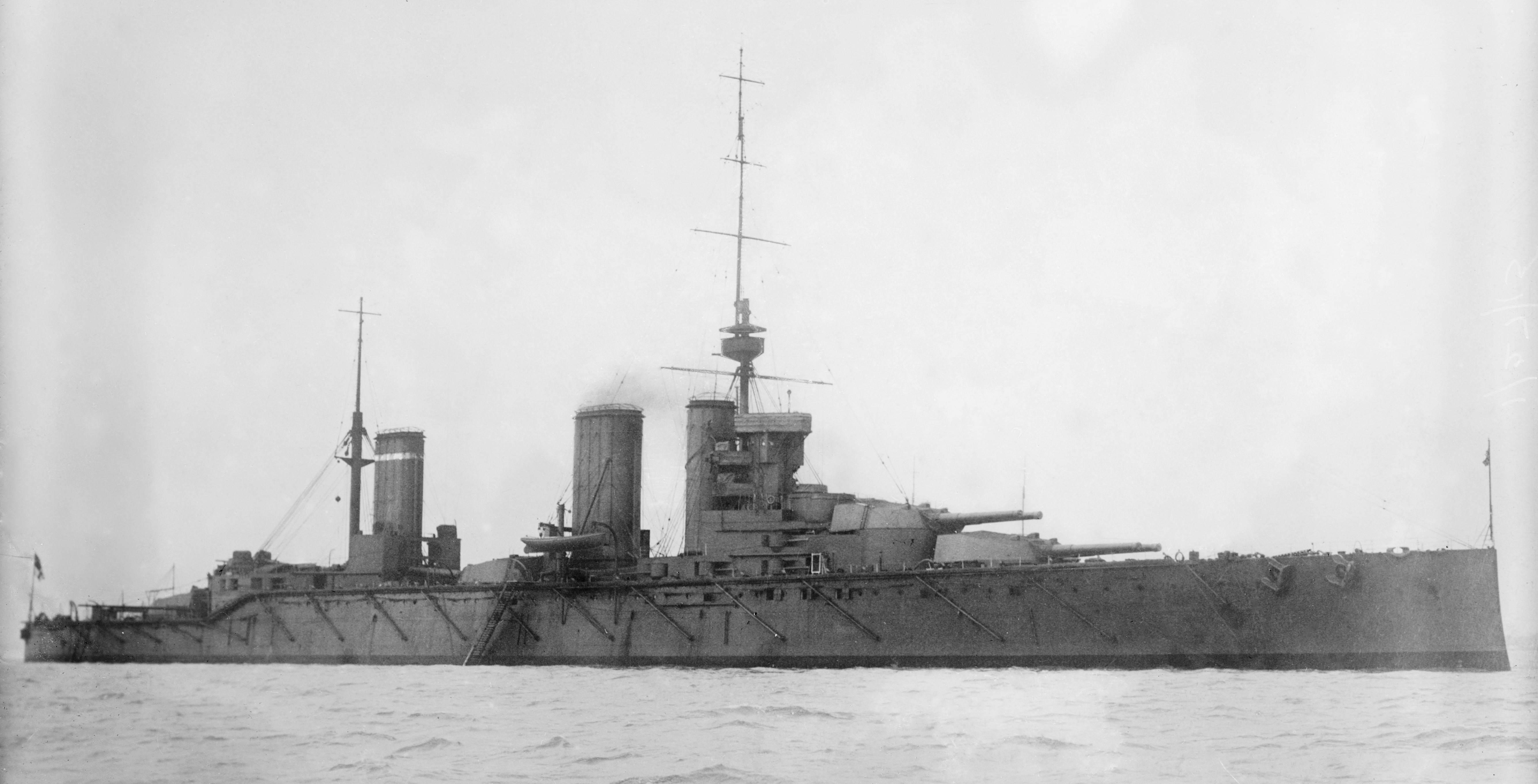
HMS Princess Royal.

## Prima guerra mondiale
Durante la prima guerra mondiale, Brock comandò HMS Princess Royal nella Battaglia di Helgoland, nel mese di agosto 1914, e nella battaglia di Dogger Bank, nel gennaio 1915. Fu promosso a Contrammiraglio il 5 marzo 1915. Quando Sir David Beatty è stato nominato comandante in capo della Grande flotta, nel novembre 1916, scelse Brock come il suo capo di stato maggiore.

## Dopoguerra
Brock è diventato Vice Capo di Stato Maggiore della Marina e Lord Commissari dell'Ammiragliato nel mese di luglio 1919 con la promozione a viceammiraglio il 3 ottobre 1919. Ha continuato ad essere Comandante in Capo della Flotta del Mediterraneo sulla corazzata HMS Iron Duke, nell'aprile 1922. In seguito alla vittoria turca in Anatolia alla fine della guerra greco-turca nel mese di agosto 1922, Brock organizzò il salvataggio di civili greci in fuga e, mediante l'impiego sapiente delle sue navi, ha dissuaso l'avanza turca, guidati da Mustafa Kemal Atatürk, di attaccare la guarnigione britannica a Çanakkale nei Dardanelli, una zona neutrale nel settembre 1922. Per la sua gestione diplomatica della Crisi di Çanakkale, Brock è stato nominato da Leo Amery Primo Lord dell'Ammiragliato, nella Camera dei Comuni nel 1923. Fu promosso ad ammiraglio il 31 luglio 1924 e prese il comando della corazzata HMS Queen Elizabeth in quello stesso anno.

## Morte
Brock è diventato comandante in capo nel mese di luglio 1926 e promosso ad ammiraglio della flotta il 31 luglio 1929. Si ritirò nel luglio 1934. Partecipò al funerale di re Giorgio V nel gennaio 1936 e morì nella sua casa di Winchester il 15 ottobre 1947.

## Matrimonio
Nel 1917 sposò Irene Catherine Francklin Wake, figlia del viceammiraglio Sir Baldwin Wake Walker, II Baronetto, ebbero una figlia.